# Pedro Correia da Cunha
Pedro Correia da Cunha (1440 — Lisboa, 1497), também conhecido simplesmente por Pedro Correia ou por Pero Correia da Cunha, foi um fidalgo da Casa Real do rei D. Afonso V, casado com uma filha do capitão do donatário na ilha de Porto Santo, Bartolomeu Perestrelo. Sucedeu a seu sogro, tendo sido o 2.º capitão do donatário da ilha do Porto Santo de 1458 a 1473, ano em que perdeu a capitania numa demanda judicial que a concedeu a seu cunhado, Bartolomeu Perestrelo o Moço. Foi depois capitão do donatário na ilha Graciosa, primeiro apenas no norte da ilha (c. 1475-1485), na região em torno de Santa Cruz da Graciosa, e depois, de 1485 ao seu falecimento em 1497, governando toda a ilha.

## Biografia
Pedro Correia da Cunha foi filho de Gonçalo Correia, senhor da antiga Casa e Honra de Farelães, comarca de Barcelos, e de sua mulher Branca Rodrigues Botelho (segundo alguns historiadores, Margarida do Prado). Pertencia à família dos Correias, da qual foi tronco em Portugal D. Paio Peres Correia, mestre da Ordem de São Tiago. Desta família vieram depois para os Açores também Margarida Correia, Jácome Dias Correia e João Correia, o Velho. Era fidalgo da Casa Real.
Casou com Izeu Perestrelo de Mendonça, filha de Bartolomeu Perestrelo, 1.° capitão do donatário de Porto Santo, e de sua mulher Catarina de Mendonça, de quem teve vária geração. A esposa era assim cunhada de Cristóvão Colombo.
A 17 de maio de 1458, Pedro Correia comprou a Capitania do Porto Santo a Diogo Gil Moniz e sua irmã Isabel Moniz, na qualidade de tutores de Bartolomeu Perestrelo, o Moço, seu sobrinho, menor de idade, sendo já falecido seu sogro Bartolomeu Perestrelo, primeiro capitão do donatário do Porto Santo. Em troca obrigava-se a dar uma tença anual de dez mil reais brancos, que reverteriam a favor da criança.
A compra da capitania não foi confirmada, já que em 1473 a perdeu numa demada judicial com o cunhado. Perdida a capitania do Porto Santo, recebeu a capitania da ilha Graciosa, onde terá chegado por volta de 1475. Foi nomeado capitão do donatário no norte da ilha, então, pelo menos informalmente, dividida em duas capitanias: uma a sul, com sede na Vila da Praia, de que era capitão Vasco Gil Sodré; outra a norte, mais recente, com sede em Santa Cruz, de que Pedro Correia da Cunha foi o primeiro capitão.
Fixou-se no Outeiro ou Pico das Mentiras (próximo do Monte das Violas, hoje Monte da Ajuda), na região de Santa Cruz, que viria a tornar-se o pólo político-administrativo da ilha.
A partir de 1485, a esposa e filhos vieram para a Graciosa, passando Pedro Correia a ser o único capitão do donatário na ilha, unificando a ilha sob uma só capitania.
Faleceu em Lisboa em 1497, sendo sepultado na capela de São João, erecta na Igreja de Nossa Senhora do Carmo, de que era padroeiro, e para onde foram mais tarde trasladados os ossos de sua mulher, que falecera na ilha Graciosa.
O seu filho primogénito, Jorge Correia da Cunha, falecera em 1495 pelo que a Pedro Correia da Cunha sucedeu o filho segundo, Duarte Correia da Cunha, vagando então a capitania por este não ter filho varão.
Do seu casamento com Izeu Perestrelo de Mendonça nasceram:
1. Jorge Correia da Cunha, casado com Leonor de Melo, faleceu antes de herdar a capitania.
2. Duarte Correia da Cunha, sucedeu a seu pai como capitão do donatário na Graciosa, casado duas vezes.
3. Branca ou Briolanja Correia da Cunha, mulher de Diogo Vaz Sodré.
4. Filipa Correia da Cunha, casada com João Anes Rodrigues Furtado de Sousa, gerou descendência nos Açores.
5. Maria Correia da Cunha.
6. Catarina Correia de Lacerda, casada com Heitor Mendes de Vasconcelos

## Referência
1. 1 2  «Cunha, Pedro Correia da» na Enciclopédia Açoriana.
2. ↑  Pimentel, L. C. (1986), Acerca do Povoamento da Ilha Graciosa. Boletim do Museu Etnográfico da Graciosa, 1: 55-72.
3. ↑  Chancelaria de D. Afonso V, liv. 36, fl 216v, transcrito em Monumenta Henricina, volume XIII.
4. ↑  Arruda, M. M. V. (1977), Colecção de documentos relativos ao descobrimento e povoamento dos Açores. 2ª ed., Ponta Delgada, Instituto Cultural de Ponta Delgada.
5. ↑  Silva, O. C. (1986), Falando sobre a Graciosa. Boletim do Museu Etnográfico da Graciosa, 1: 15-37.
6. ↑  Chagas, D. (1989), Espelho Cristalino em Jardim de Várias Flores. Angra do Heroísmo, Secretaria Regional da Educação e Cultura.